# Alburnus scoranza
Alburnus scoranza är en fiskart som beskrevs av Heckel och Kner, 1858. Alburnus scoranza ingår i släktet Alburnus och familjen karpfiskar. IUCN kategoriserar arten globalt som livskraftig. Inga underarter finns listade i Catalogue of Life.